# Laszlo Toth
Laszlo Toth est un géologue hongrois et australien[réf. souhaitée] né à Pilisvörösvár en Hongrie le 1er juillet 1938 et mort à Strathfield en Australie en 2012. Il est connu pour avoir vandalisé à coups de marteau la Pietà de Michel-Ange le 21 mai 1972.

## LaPietà

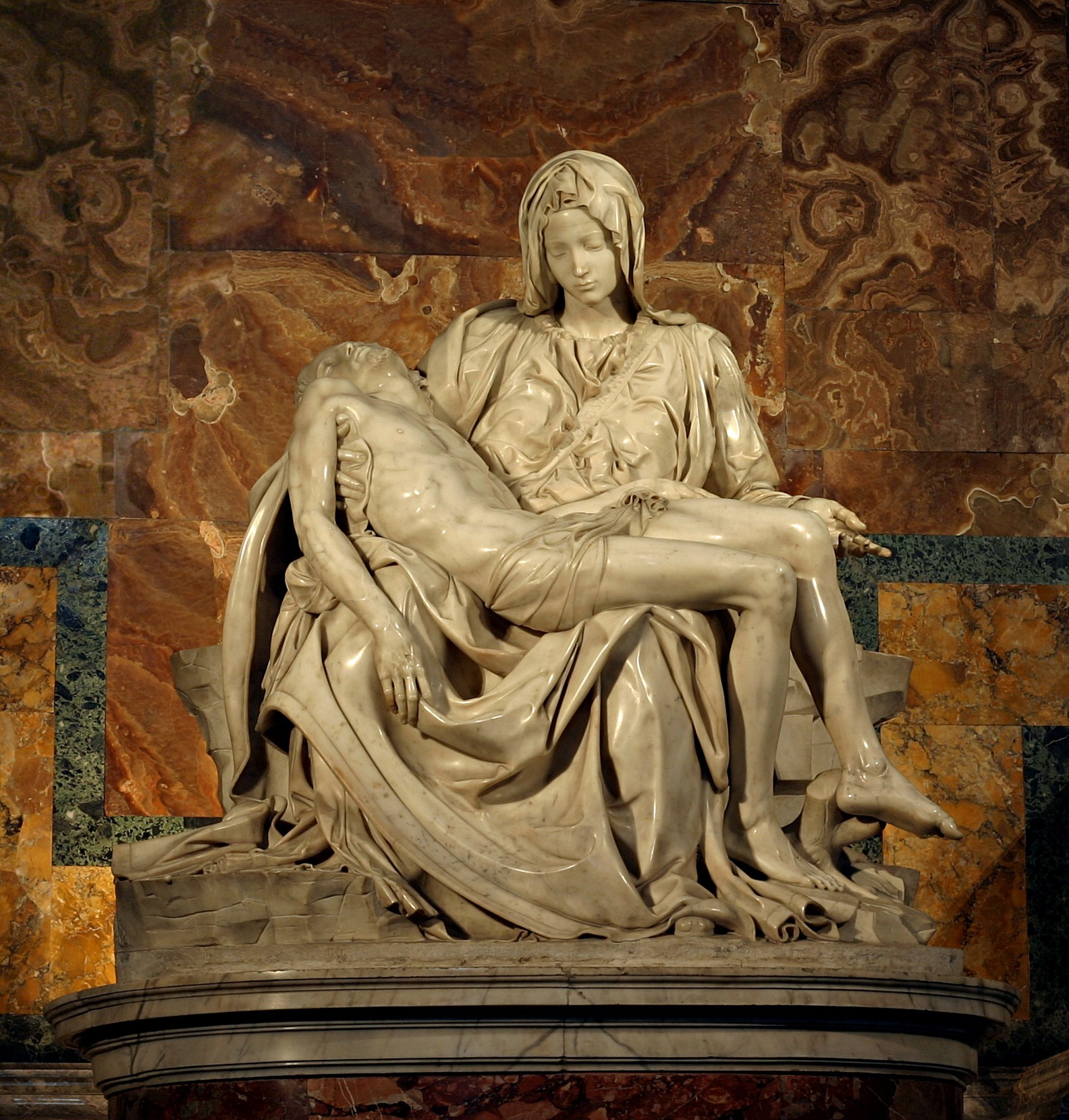
La Pietà après sa restauration

Il s'installe à Rome en 1971, et explique par la suite que son but était alors de faire admettre sa revendication selon laquelle il était Jésus de Nazareth. Il souhaitait rencontrer le Pape Paul VI, à qui il avait en vain écrit plusieurs lettres.
Le 21 mai 1972, alors qu'il est âgé de trente-trois ans — l'âge du Christ — Laszlo Toth se rend dans la basilique Saint-Pierre de Rome, portant un costume bleu, une chemise rouge et un noeud papillon. Vers 11h30 il frappe à plusieurs reprises la Pietà de Michel-Ange avec un marteau de géologue en criant « Je suis Jésus-Christ, ressuscité des morts »,. Au bout d'environ deux minutes, il est immobilisé par un pompier d'une vingtaine d'années, Marco Ottaggio.
Laszlo Toth donne douze coups de marteau à la statue. La statue de la vierge y perd la main droite et son nez et montre plusieurs traces au visage et au voile. Dirigée par Deoclecio Redig de Campos, directeur des musées du Vatican, la restauration de l’œuvre est réalisée in situ, dans la basilique par Vittorio Federici, Ulderico Grispigni, Giuseppe Morresi et Francesco Dati. L'oeuvre est depuis protégée par des vitres pare-balles.
Durant son interrogatoire, il affirme que les mains du sculpteur avaient été guidées par lui, qu'il est Jésus de Nazareth, et souhaite faire disparaître tous les simulacres du Christ. Compte tenu de sa démence, Laszlo Toth n'est pas inculpé, mais interné et soigné deux ans, de 1973 à 1975, dans un hôpital psychiatrique en Italie, puis renvoyé en Australie.

## Dans la culture populaire
Cet incident est mentionné dans Veiller sur elle, prix Goncourt 2023.
En 2024, le personnage principal du film The Brutalist porte le même nom que lui, sans qu'aucun lien n'existe entre le personnage fictif du film et le géologue.